# Segal Izrael ben Mosze

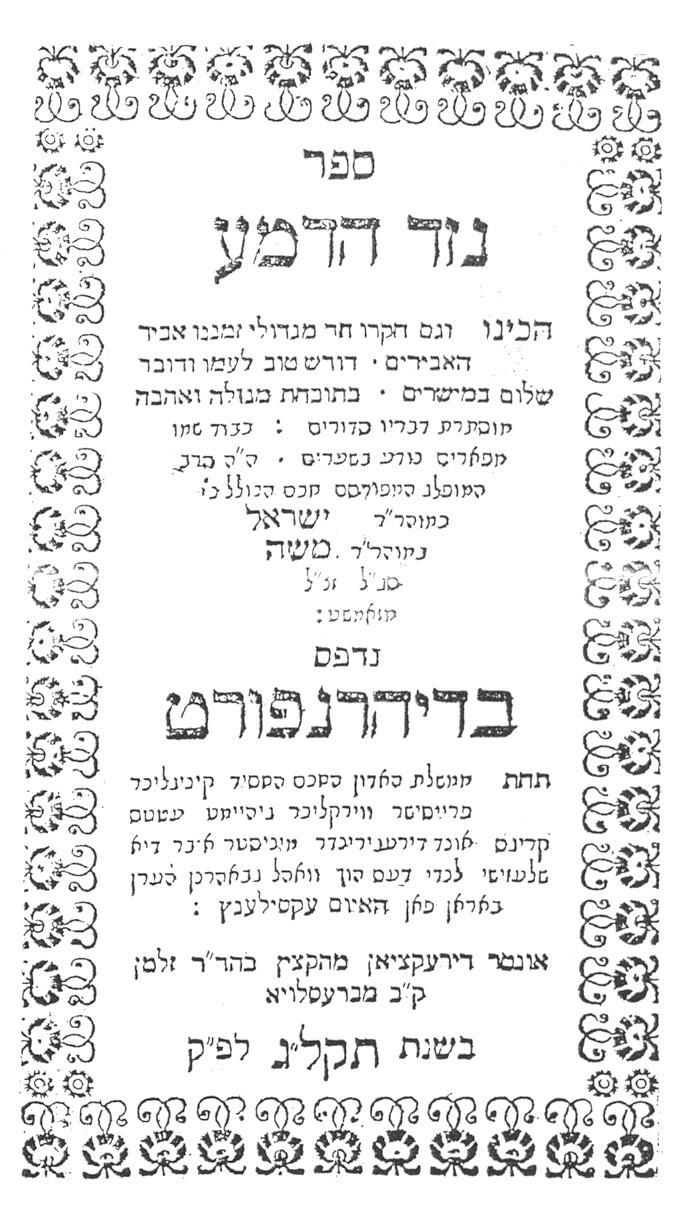
Zamosc Nezed HaDema

Segal Izrael ben Mosze z Zamościa (ur. 1710 w Bóbrce, zm. 20 kwietnia 1772 w Brodach) – żydowski uczony, pisarz.

## Życiorys
Segal urodził się w Bóbrce. Posiadał dużą wiedzę religijną (Tora i Talmud) oraz świecką (astronomia, matematyka). Uważał, że matematyka pomaga w zrozumieniu Talmudu. Studiował i jednocześnie nauczał w jesziwie w Zamościu. Spisał wiele notatek na temat „Jesod Olam” Izaaka Israela i „Elim” Josepha Delmedigo. Od około 1740 roku przez pewien czas mieszkał w Berlinie, gdzie był jednym z nauczycieli Mojżesza Mendelssohna, filozofa i znanego działacza oświeceniowego i Solomona Gompertza. Następnie zamieszkał w Brodach. Był jednym z pierwszych autorów, który propagował idee żydowskiego oświecenia – haskali galicyjskiej, która stanowi ostatni etap rozwoju ducha żydostwa brodzkiego w okresie jego rozkwitu. Przeciwstawiał się chasydyzmowi. Był autorem komentarzy talmudycznych Necach Israel (hebr. Wieczny Izrael, Frankfurt nad Odrą, 1741) które przyjmują formę tradycyjnego tekstu omawiającego tematy poruszane w Talmudzie, ale wprowadza innowacje, interpretując liczne fragmenty z naukowego punktu widzenia, podręcznika do astronomii Arubot ha-szamajim (hebr. Frimament niebios), „Ocar nechmad” (Wiedeń, 1796), komentarz do Kuzariego, „Ruach chejn”, komentarz do r. Jehudy Ibn Tibbona.
Żydowskie środowiska ortodoksyjne okrzyknęły go autorem dwóch klasycznych komentarzy do standardowych dzieł myśli żydowskiej